# 10647 Meesters
10647 Meesters este un asteroid din centura principală de asteroizi.

## Descriere
10647 Meesters este un asteroid din centura principală de asteroizi. A fost descoperit pe 25 septembrie 1960 la Observatorul Palomar de Cornelis Johannes van Houten și Ingrid van Houten-Groeneveld. Asteroidul prezintă o orbită caracterizată de o semiaxă mare de 2,97 ua, o excentricitate de 0,04 și o înclinație de 9,5° în raport cu ecliptica.